# Dror Lwów
Żydowski Klub Sportowy Dror Lwów (hebr. ‏מועדון ספורט יהודי דְרוֹר לעמבעריק‎‎, Mu’adon Sport Yahodi Dror Lemberik) – żydowski klub piłkarski z siedzibą w mieście Lwów, działający w latach 1931–1939.

## Historia
Żydowski Klub Sportowy Dror został założony we Lwowie na początku lat 20. XX wieku przez społeczność żydowską, członków Żydowskiego Towarzystwa Gimnastycznego Dror (z hebr. Jaskółka), najstarszego towarzystwa gimnastycznego we Lwowie, chociaż niektóre źródła podają rok 1901. W czerwcu 1908 roku z inicjatywy kilkunastu członków ŻTG Dror powstał klub Hasmonea Lwów. W 1931 roku drużyna zadebiutowała w rozgrywkach Klasy B podokręgu Lwów Lwowskiego OZPN. Potem zespół rozgrywał mecze towarzyskie. Ale na skutek wybuchu II wojny światowej - we wrześniu 1939 roku działalność klubu została całkowicie zawieszona, a po zakończeniu II wojny światowej już nigdy nie reaktywowana, tak jak granicy Polski zostały przeniesione na zachód, co skutkowało tym, że Lwów znalazł się na terytorium ZSRR.

## Barwy klubowe, strój
Klub ma barwy biało-czarne. Piłkarze domowe spotkania zazwyczaj grali w biało-czarnych strojach.

## Poszczególne sezony

### Rozgrywki krajowe
| \| Polska \| Bilans występów klubu w rozgrywkach piłkarskich Polski (Stan na 31 maja 2025 r.) \| \| |                                                                                  |        |       |   |   |   |    |    |     |           |        |        |      |
| Poziom                                                                                              | Rozgrywki                                                                        | Sezony | Mecze | Z | R | P | B+ | B– | Pkt | Lata      | Awanse | Spadki | Naj. |
| I                                                                                                   | Liga                                                                             | 0      |       |   |   |   |    |    |     |           |        |        |      |
| II                                                                                                  | Klasa A / Liga Okręgowa                                                          | 0      |       |   |   |   |    |    |     |           |        |        |      |
| III                                                                                                 | Klasa B / Klasa A                                                                | 1      |       |   |   |   |    |    |     | 1927      | 0      | 1      | ?    |
| IV                                                                                                  | III liga / Klasa C / Klasa B                                                     | ?      |       |   |   |   |    |    |     | 19??–19?? | 1      | 0      | ??   |
| | Puchar Polski                                                                    | 0      |       |   |   |   |    |    |     |           |        |        |      |
| Polska                                                                                              | Bilans występów klubu w rozgrywkach piłkarskich Polski (Stan na 31 maja 2025 r.) |        |       |   |   |   |    |    |     |           |        |        |      |

## Struktura klubu

### Stadion
Drużyna rozgrywała swoje mecze domowe we Lwowie na stadionie Pogoni Lwów lub na stadionie Czarnych Lwów na Bednarówce.